# トーマス・クヴァストホフ
トーマス・クヴァストホフ（Thomas Quasthoff, 1959年11月9日 - ）は、ドイツのバス・バリトン歌手。サリドマイド禍による肉体の障害を乗り越えてキャリアを積み重ね、当初はロマン派音楽を主要レパートリーとしていたが、やがてJ.S.バッハをはじめとするバロック音楽系のカンタータやジャズの即興演奏にも手を広げた。しかし、2012年に健康上の理由により歌手としてのキャリアに終止符を打って引退した。

## 来歴

### 前半生
トーマス・クヴァストホフは1959年11月9日に西ドイツのヒルデスハイムで生まれる。ところが、トーマスの母は妊娠中につわりを抑えるため制吐剤としてサリドマイドを服用しており、この薬害によってトーマスは重篤な障害を持って生まれることとなった。具体的には、身長は134cmと低く足は長管骨に影響が出て短く形成され、アザラシ肢症により手も短い。
肉体的なハンデを背負ったトーマスではあったが、17歳のころから個人的に声楽の勉強を開始し、シャルロッテ・レーマンやゼバスティアン・ペシュコといった教師の下で研さんに励み、やがてハノーファーの音楽院への進学を希望するが、「ピアノが弾けない」という理由により入学できなかった。トーマスはハノーファー大学に進学して3年間法学を専攻。卒業後は北ドイツ放送（NDR）に入り、ラジオアナウンサーを務めたほか、テレビ番組の音声担当も行った。

### 歌手活動
トーマスが音楽活動を始めたのは1984年のことであり、ヴュルツブルク、ブラチスラヴァでのコンクールに入賞ののち、1988年にドイツ公共放送連盟（ARD）主催のミュンヘン国際音楽コンクール声楽（バリトン）部門に出場して優勝。審査員を務めたディートリヒ・フィッシャー＝ディースカウからも絶賛され歌手としてのキャリアを歩み始めることとなった。NDRを退職して歌手に専念し、1989年にはカッセルでのグスタフ・マーラー・フェスティヴァルにおいて『さすらう若者の歌』を歌い、1995年にはヘルムート・リリングの招きでオレゴン・バッハ音楽祭に出演してアメリカデビューを果たす。1998年の同音楽祭では世界初演となるペンデレツキの『クレード』でソリストの一人となり、そのライヴ録音は2003年度グラミー賞の最優秀合唱作品部門を受賞した。2003年、トーマスはザルツブルク復活祭音楽祭に出演し、サイモン・ラトル指揮のベートーヴェン『フィデリオ』のフェルナンド役でオペラデビューを果たす。オペラ歌手としては、2004年春にもドナルド・ラニクルズの指揮によりワーグナー『パルジファル』のアンフォルタス役としてウィーン国立歌劇場に出演している。2006年から2007年のシーズンではカーネギー・ホールにおける注目すべきアーティストの一人としていくつかのコンサートが企画されたが、病気により最初の2つのコンサートをキャンセルせざるを得なかった。
カーネギー・ホール進出が企図された2006年、トーマスはこれまでとは違うジャズの分野にも進出し、ティル・ブレナー、アラン・ブロードベント、ピーター・アースキンおよびチャック・ローブらとセッションを組んでドイツ・グラモフォンからアルバム "The Jazz Album: Watch What Happens," をリリースした。2009年2月1日放送のイギリスBBCラジオ4の長寿番組『無人島へ持ってゆきたいレコード』にも出演し、以下の8枚を選んだ。
- "I’m Your Pal" （ゲイリー・バートン、チック・コリア）
- シューベルト『冬の旅』から「宿屋」（フィッシャー＝ディースカウ、ジェラルド・ムーア（pf））
- ショパン『ポロネーズ第1番』（マウリツィオ・ポリーニ）
- 『サー・デューク』（スティービー・ワンダー）
- ドビュッシー『美しき夕暮れ』（ジェラール・スゼー、ダルトン・ボールドウィン）
- "Love Castle" （チック・コリア）
- J.S.バッハ『カンタータ第82番「われは満ち足れり」』（自分の録音）
- マーラー『交響曲第5番』第4楽章アダージェット（サイモン・ラトル）

歌手活動のかたわら、トーマスは1996年から2004年まではデトモントのドイツ国立デトモルト音楽大学で教鞭をとり、その後はハンス・アイスラー音楽大学ベルリンにおいても教職活動を続けた。また、2009年にはヘルベルト・フォン・カラヤン音楽賞、ロイヤル・フィルハーモニック協会からのゴールド・メダルがそれぞれ授与され、オーストリア政府から宮廷歌手の称号が授与された。

### 歌手活動からの引退
2011年10月、トーマスは医師により喉頭炎と診断され、ジャズのステージからの引退を発表。次いで2012年1月11日、トーマスは自身の公式サイトで健康上の理由により歌手生活からも引退することを発表した。引退声明の中でトーマスは「自分の健康状態が、自己の持つ高い芸術水準を維持するには無理が生じた」とした上で「新しい人生への挑戦が楽しみである」ことを述べた。引退後は従前からのハンス・アイスラー音楽大学ベルリンでの教職活動、2009年に自ら立ち上げた2年に一度の声楽コンクールである「ダス・リート "Das Lied"」での芸術監督としての活動を継続し、それらに加えて朗読の部門などで活躍している。

## 主な受賞歴
- 第42回グラミー賞最優秀クラシック独唱部門：マーラー『少年の魔法の角笛』（アンネ・ゾフィー・フォン・オッター、クラウディオ・アバド指揮ベルリン・フィル）[16]
- 第46回グラミー賞最優秀クラシック独唱部門：シューベルト『管弦楽編曲版による歌曲集』（オッター、アバド指揮ヨーロッパ室内管弦楽団）[17]
- 第48回グラミー賞最優秀クラシック独唱部門：J.S.バッハ『カンタータ集』[18]